# تازه آباد طهماسب قلي (مقاطعة دهغلان)
تازه‌آباد طهماسب‌قلي (بالفارسية: تازه‌آباد طهماسب‌قلی) هي قرية تقع في قسم حومة دهغلان الريفي (مقاطعة دهغلان) في إيران. يقدر عدد سكانها بـ 116 نسمة بحسب إحصاء 2016.